# Meyvalı, Akkuş
Meyvalı là một xã thuộc huyện Akkuş, tỉnh Ordu, Thổ Nhĩ Kỳ. Dân số thời điểm năm 2010 là 155 người.